# ثورفالد أندرسن
ثورفالد أندرسن (بالدنماركية: Thorvald Andersen)‏ هو مهندس معماري دنماركي، ولد في 8 أبريل 1883، وتوفي في 3 مايو 1935.